# 488 v.Chr.
Het jaar 488 v.Chr. is een jaartal volgens de christelijke jaartelling.

## Gebeurtenissen

### Griekenland
- Leonidas volgt zijn halfbroer Cleomenes I op als koning van Sparta, omdat de laatste mentaal ongeschikt geacht wordt.
- Er breekt oorlog uit tussen Athene en het nabijgelegen eiland Egina met als inzet de heerschappij over de zee. De Aeginetische vloot is superieur aan de Atheense vloot.

### Italië
- Theron van Akragas grijpt naar de macht en heerst als tiran op Sicilië.